# Скороходове (село)
Скорохо́дове — село в Чернігівській області України. За адміністративним поділом до липня 2020 року село входило до Талалаївського району, а після укрупнення районів входить до Прилуцького району. Входить до складу Талалаївської селищної громади. Населення становить 774 особи, площа — 0,713 км².

## Історія
Село засноване в першій половині XIX століття вихідцями з села Липового.
Позначене на мапі Шуберта 1869 року як х.Скороходи.
Станом на 1912 рік - х.Скороходів Липовської волості Роменського повіту Полтавської губернії, 116 жителів.
На мапі 1941 року- 49 дворів.

### В складі СРСР
Радянську владу остаточно встановлено у грудні 1919 року. Партійну і комсомольську організації створено в 1919 році.

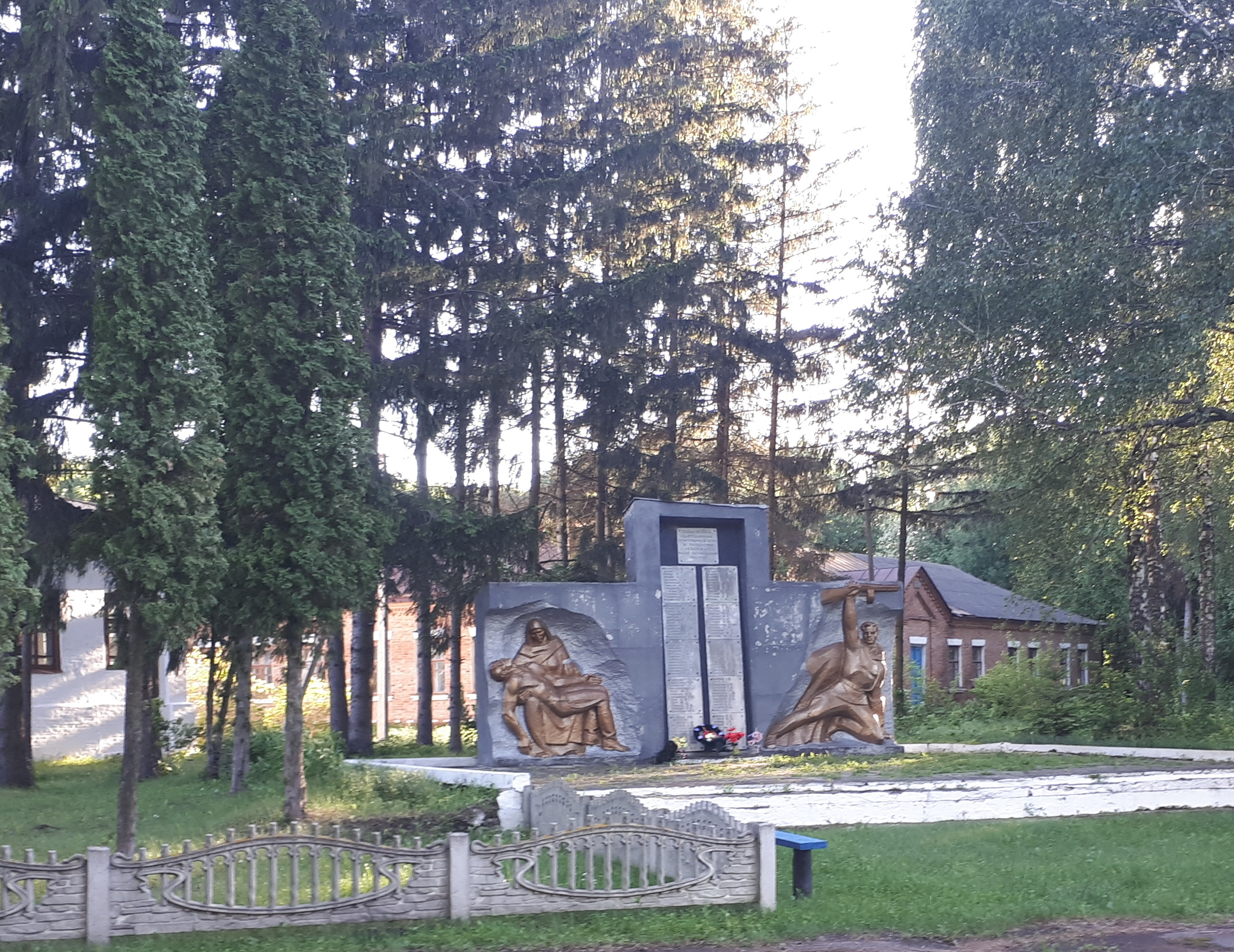
пам'ятний знак

На фронтах німецько-радянської війни воювали 498 жителів села, з них 461 нагороджені орденами й медалями СРСР, 277 чоловік загинули. У 1975 році на території школи встановлений пам'ятний знак воїнам-односельчанам, які загинули в роки війни.
Станом на початок 1970-х років в селі було 195 дворів, мешкало 608 осіб. Село було центром сільської ради. В ньому розміщувалась центральна садиба колгоспу імені Жданова, за яким було закріплено 2015 га сільськогосподарських угідь, у тому числі 1548 га орної землі. Господарство вирощувало зернові й технічні культури; було розвинуте м'ясо-молочне тваринництво. Допоміжними галузями були овочівництво, садівництво, бджільництво й шовківництво, діяли 2 майстерні і механізований тік. На той час у селі працювали восьмирічна школа, в якій навчалося 137 учнів і працювало 17 учителів, будинок культури на 330 місць, клуб, бібліотека, фельдшерсько-акушерський пункт.

### В складі України
З 1991 року село у складі України. Працює Скороходівська загальноосвітня школа.
До 2017 року було підпорядковане Липівській сільській раді.

## Люди
В селі народився Карпусь Владислав Євгенович (нар. 1950) — фахівець у галузі машинобудування.